# Oterfjorden
Oterfjorden (nordsamisk: Čoahkenvuotna) er en fjordarm af Varangerfjorden i Sør-Varanger kommune i Troms og Finnmark fylke i Norge. Den har indløb mellem Sorjevuonnjárga i vest og Oterfjordskjæret i øst og går  1,5 kilometer mod syd til enden af fjorden.
Det ligger et par bebyggelser i enden af fjorden.